# Stovenfabriek François

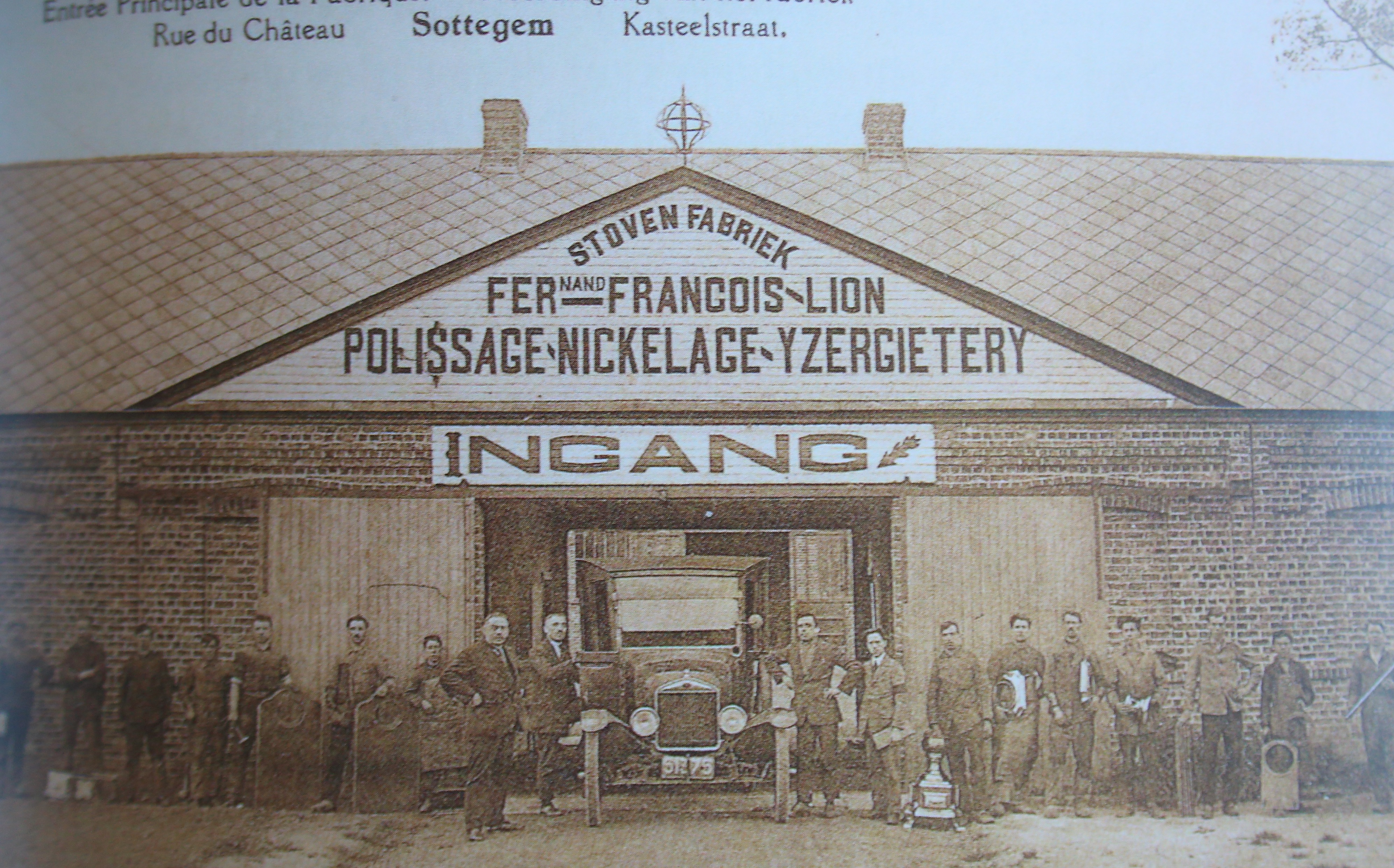
Kachelfabriek François aan de Kasteelstraat in Zottegem

Stovenfabriek François was een kachelmakerij in het Belgische Zottegem. 
De fabriek werd opgericht in 1926 op het einde van de Kasteelstraat door Fernand François-Lion (oprichten stoofmakerij met werkhuis tot polijsten en neckeleeren met drie electrieke motoren).  
Het geslacht François klimt op tot Gillis François, een smid uit Anvaing die op 4 juli 1820 in Zottegem was getrouwd. Zoon Eduard François had een smidse in de Hoogstraat, de andere zoon Octaaf (en diens zoon Omer) waren ook smeden die in 1902 een vergunning kregen om een smidse te bouwen op de Heldenlaan. Fernand François-Lion richtte daar in 1905 na een brand een nieuwe smidse in op de Heldenlaan voor spaden, sloten en kachels (stoven), tot de bouw van de fabriek aan de Kasteelstraat in 1926. Onderaan de Kasteelstraat werden ook arbeiderswoningen (baksteenbouw op arduinen plint) gebouwd. 
Ook Eduard (zoon van Fernand) en diens zonen Laurent en Werner bleven kachelmakers. Fernands andere zoon Willem Edmond fabriceerde stoven onder de merknaam Wilma. Later werden Willems zonen Etienne en Fernand de laatste ijzergieters van de fabriek in de Kasteelstraat. 

## Afbeeldingen

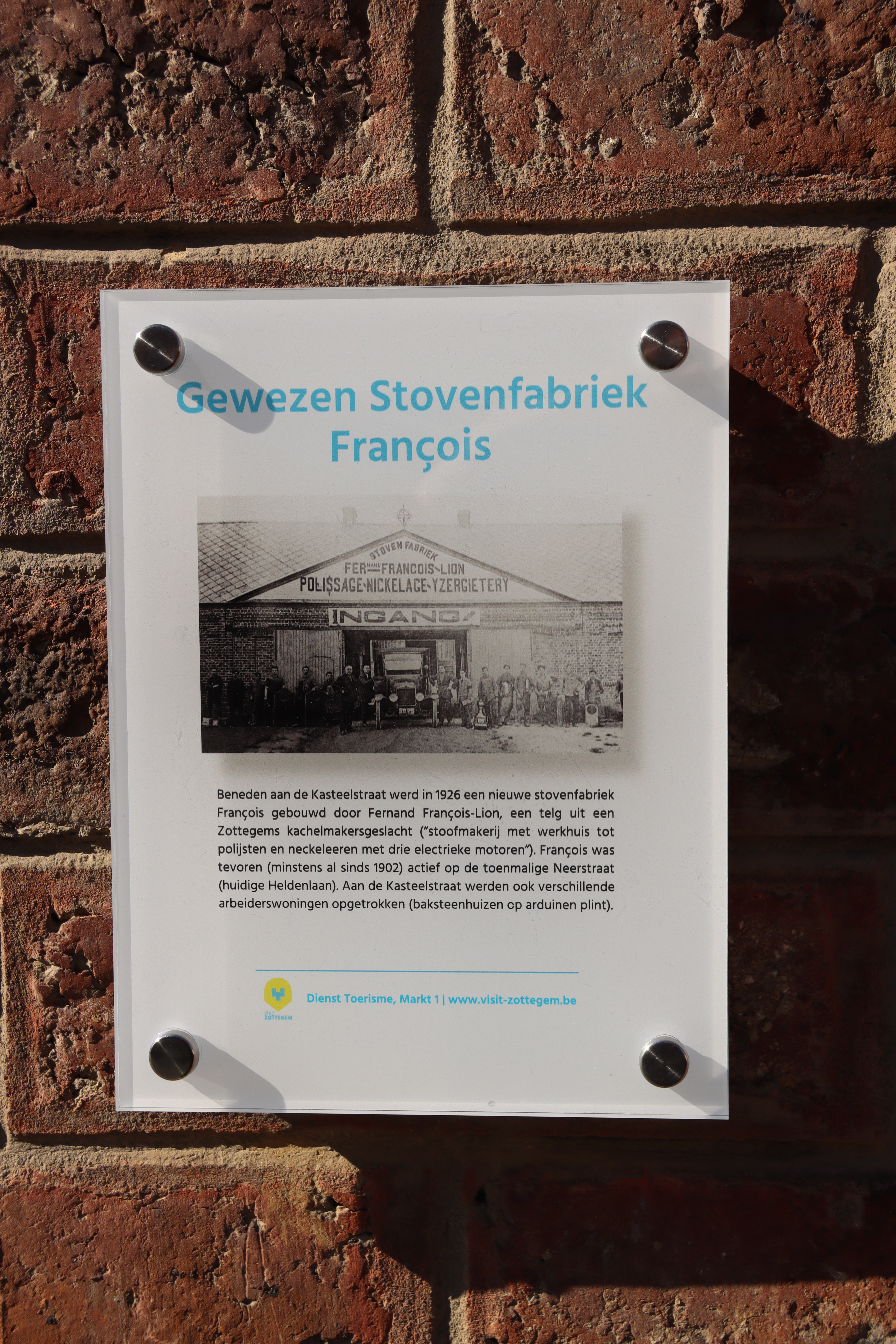
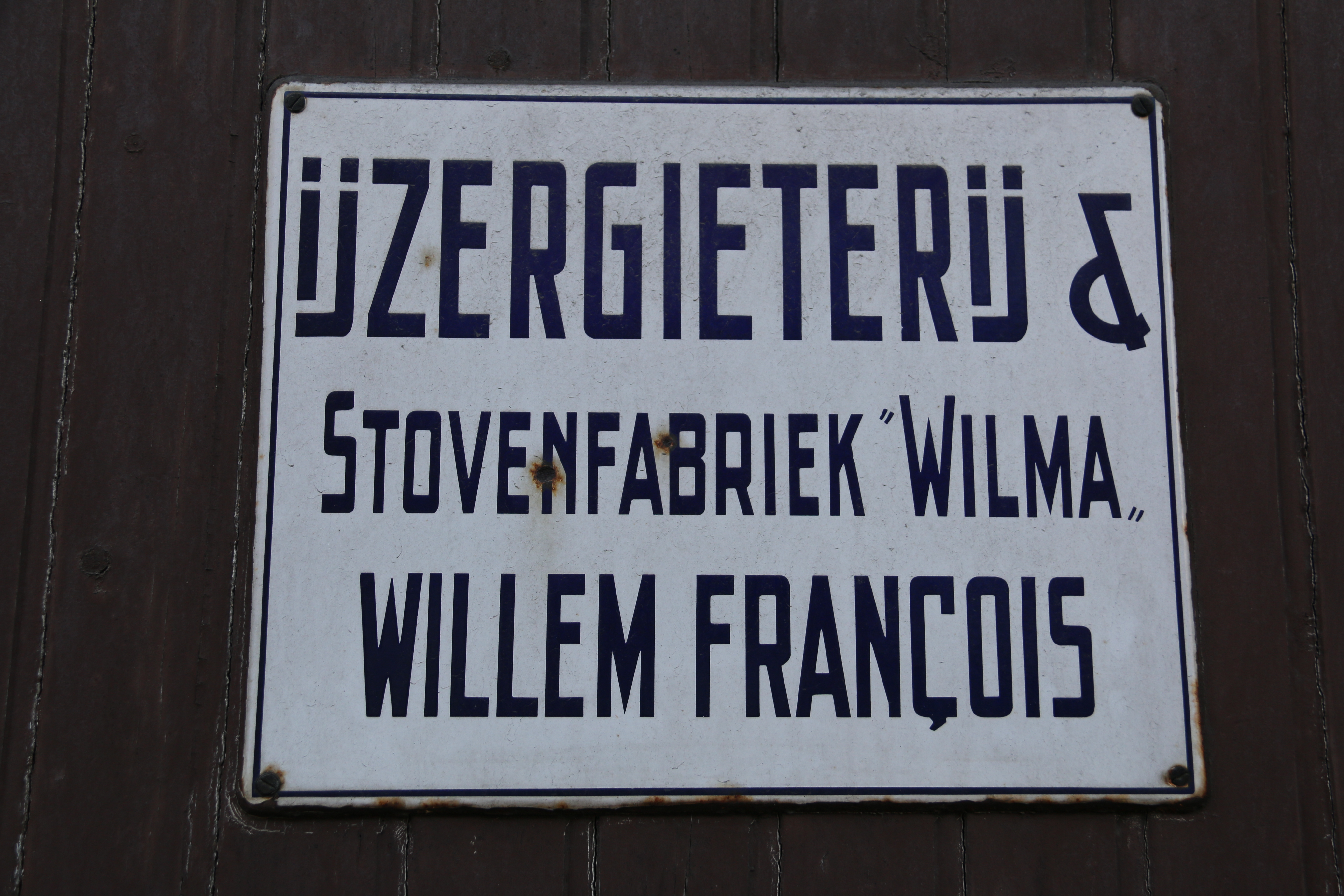